# دورة الاستخبارات (المنهج المتمركز حول الهدف)
المنهج المتمركز حول الهدف في المخابرات هو طريقة للتحليل الاستخباراتي قدمه روبرت م. كلارك في كتابه «التحليل الاستخباراتي: المنهج المتمركز حول الهدف» في 2003 ليقدم منهجية بديلة لدورة الاستخبارات التقليدية. هدفه هو إعادة تعريف العملية الاستخباراتية بطريقة تجعل كل أجزاء الدورة الاستخباراتية تتوحد كشبكة. إنها عملية تعاونية حيث يتكامل المجمعون والمحللون والعملاء، وحيث لا تنساب المعلومات دائمًا بشكل خطي.

## التحليل المتمركز حول الهدف

### عملية الاستخبارات
أكثر وجهات النظر شيوعًا بالنسبة لعملية الاستخبارات هو النموذج المعروف بدورة الاستخبارات. في المفهوم الأصلي لهذا النموذج، تكون الخطوات مراحل معزولة حيث يكون لكل جزء هدف أو مهمة مصمم من أجلها. حين يُتم المساهمون والجامعون تجميع البيانات، تستمر الدورة. بينما تكمل هذه الوسيلة كل جزء من الدورة، يمكن لها أن تعيق تدفق المعلومات. غالبًا ما يناقش مجتمع الاستخبارات المشاكل بهذا النموذج النقي ويعرض عدة وسائل لحلها.
في النموذج النقي، توجد فرصة محدودة للمساهمين أو المستهلكين لطرح الأسئلة أو لإبداء رد فعل. كي نفهم بالكامل ما الذي يحللونه، يجب على المحللين أن يملكوا الفرصة لطرح الأسئلة عن المصادر التي جمع المجمعون منها المعلومات. بالمثل، عندما يتسلم صانعو القرارات تقييمًا استخباراتيًا، ينبغي عليه أو عليها أن يمتلك فرصة لطرح الأسئلة حيال ليس فقط كيف توصل المحلل إلى استنتاج معين ولكن أيضًا حول موثوقية المصادر.
ترك شِرمان كِنت «أبو التحليل الاستخباراتي» إرثًا ليس فقط في عمله ولكن أيضًا بين أعضاء الكلية في مركز كنت شرمان. تعلّم الكلية مبادئ الاستخبارات للمحللين الاستخباراتيين المستقبليين. وفقًا لجاك دايفيس من مركز شرمان كنت، شجع كِنت الجدال والمعارضة بين المحللين بالإضافة إلى الأخذ في الاعتبار «نطاق واسع من الآراء الخارجية». شجع كِنت أيضًا «المسؤولية الجمعية للحكم» التي تدعم وجود وسيلة شبكية للاستخبارات. في مثل هذه الشبكة، المحللون مسؤولون مباشرة عن العمل ويساعد استفسار صانع القرار أو العميل العملية الاستخباراتية من خلال توجيهها عبر دفع المحللين لتحدي وصقل عمله أو عملها.
من المهم أن ننوه إلى أن الوكالات تعدل النموذج التقليدي النقي في الممارسة الاستخباراتية بشكل مستمر. على سبيل المثال، تضع مراكز متنوعة تحت قيادة مدير الاستخبارات القومية المجمعين والمحللين في فرق عن عمد.
تفصل الدورة الاستخباراتية التقليدية بين المجمعين والمعالجين والمحللين وكثيرًا ما يؤدي إلى "إلقاء المعلومات على الحائط" كي تصبح مسؤولية الشخص التالي. يتجنب كل واحد بعناية المسؤولية عن جودة المنتج النهائي. لأن هذا العملية المجزأة تؤدي إلى متطلبات رسمية وغير مرنة إلى حد ما عند كل مرحلة يمكن أن يُتنبأ بها أكثر، ولهذا فهي غير حصينة أمام التدابير المضادة للخصم".
فحص كورت أبريل وجوليان بسَا ضعف المجتمع الاستخباراتي المتنافس في مقالهما «نقد عملية الاستخبارات التنافسية الاستراتيجية ضمن الطاقة العالمية متعددة الجنسيات». فحصا عمليتي استخبارات تنافسيتين: استخبارات الأعمال الاستراتيجية التنافسية (CIAD) والاستخبارات التقنية التنافسية (CTI). وفقًا لأبريل وبسَا، تعتبر استخبارات الأعمال الاستراتيجية التنافسية عملية خطية بينما يتقدم المنتج الاستخباراتي للأعلى خلال طبقات التنظيم. وعلى النقيض من ذلك، تعتبر الاستخبارات التقنية التنافسية نموذجًا أكثر شبكية وترابطًا. وجدا أن التركيب التنظيمي المرتبط باستخبارات الأعمال الاستراتيجية التنافسية يمنع المشاركة المفتوحة للمعلومات والأفكار كما يعيق تحليل المعلومات.
وفي شهادته للجنة مجلس النواب على الأمن الوطني، قدم السيد إليوت أ.جاردينز رئيس النشر مفتوح المصدر بيانًا ودعم المنهج المتمركز حول الهدف للاستخبارات. وفقًا للسيد جاردينز: «يقترح دكتور روبرت كلارك منهجًا متمركزًا أكثر حول الهدف ومتعاونًا ومترابطًا، الذي سيكون أكثر فعالية من دورة الاستخبارات التقليدية الحالية».
تصبح الاستخبارات تعاونية مع منهج متمركز حول الهدف للتحليل الاستخباراتي لأن هذا النموذج يخلق نظامًا يمكنه أن يتضمن كل المساهمين والمشاركين والعملاء. يمكن لكل فرد أن يستفسر عن النموذج ويحصل على إجابات على طول الطريق. النموذج المتمركز حول الهدف عملية شبكة حيث تنساب المعلومات دون عائق بين كل المشاركين الذين يركزون على الغاية لخلق صورة مشتركة للهدف. للاطلاع على النماذج الأخرى وحدودها، انظر تحليل الفرضيات التنافسية والفخاخ المعرفية للتحليل الاستخباراتي.

## صنع النموذج

### النماذج في الاستخبارات
النماذج المفاهيمية مفيدة لعملية التحليل ومفيدة خصوصًا لفهم المنهج المتمركز حول الهدف للاستخبارات. النموذج المفاهيمي هو اختراع عقلي يدمج جيدًا ويستفيد من عملية تفكير المحلل. يتيح النموذج للمحلل أن يستخدم أداة وصفية قوية كي يقدر الأوضاع الحالية ويتنبأ بالظروف المستقبلية.